# NOM-031-STPS-2011

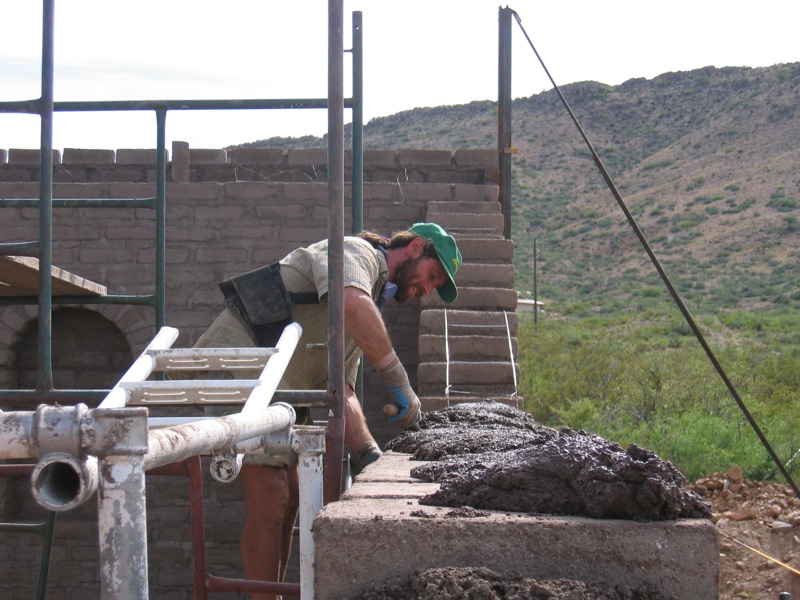
La norma 31 establece las medidas de seguridad necesarias para los trabajadores de la industria de la construcción.

La NOM-031-STPS es una norma oficial mexicana de categoría específica de la Secretaría del trabajo y previsión social en materia de condiciones de seguridad y salud en el trabajo en la industria de la construcción. Fue publicada en su primera versión el miércoles 4 de mayo de 2011 en el Diario oficial de la Federación entrando en vigor al día siguiente.

## Alcance
Esta norma aplica a todas las obras de construcción que requieran permiso ante la autoridad correspondiente dentro de todo el territorio nacional mexicano. No aplica para mantenimiento a instalaciones o edificios.